# Wollongong Showground
Der Wollongong Showground (durch Sponsoringvertrag seit 1997 offiziell WIN Stadium) ist ein Rugby- und Fußballstadion in der australischen Stadt Wollongong, Bundesstaat New South Wales. 

## Geschichte
Die Anlage liegt direkt hinter dem Strand zur Tasmanischen See und wurde offiziell im Jahr 1911 eröffnet. Von 1982 bis 1998 spielten die Illawarra Steelers (Rugby League) ihre Heimspiele dort. Das Stadion war einer der Austragungsorte der Rugby-Union-Weltmeisterschaft 2003. Heute ist es die Heimstätte des Rugby-League-Clubs St. George Illawarra Dragons sowie des Fußballvereins South Coast Wolves der New South Wales Premier League (NPL NSW). Ebenso fanden auch Vorsaison-Spiele der australischen Fußballliga A-League im Stadion statt. Im Jahr 2012 erhielt sa Stadion eine Haupttribüne auf der Westseite. Seitdem fasst es 23.000 Zuschauer. Der Sponsorname WIN Stadium geht auf WIN Television (Wollongong Illawarra New South Wales Television) zurück.

## Galerie

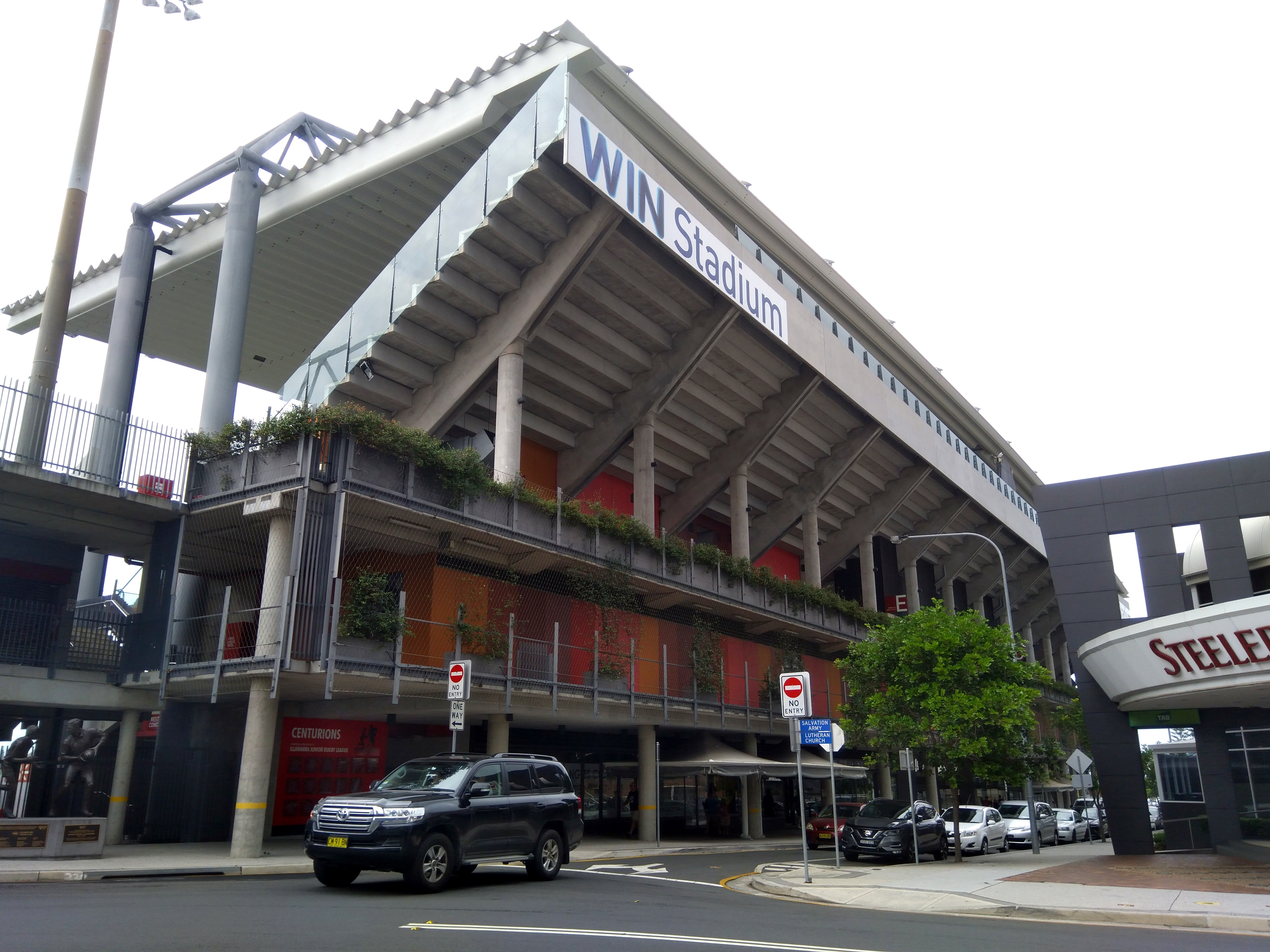
Die Westtribüne von außen (2018)
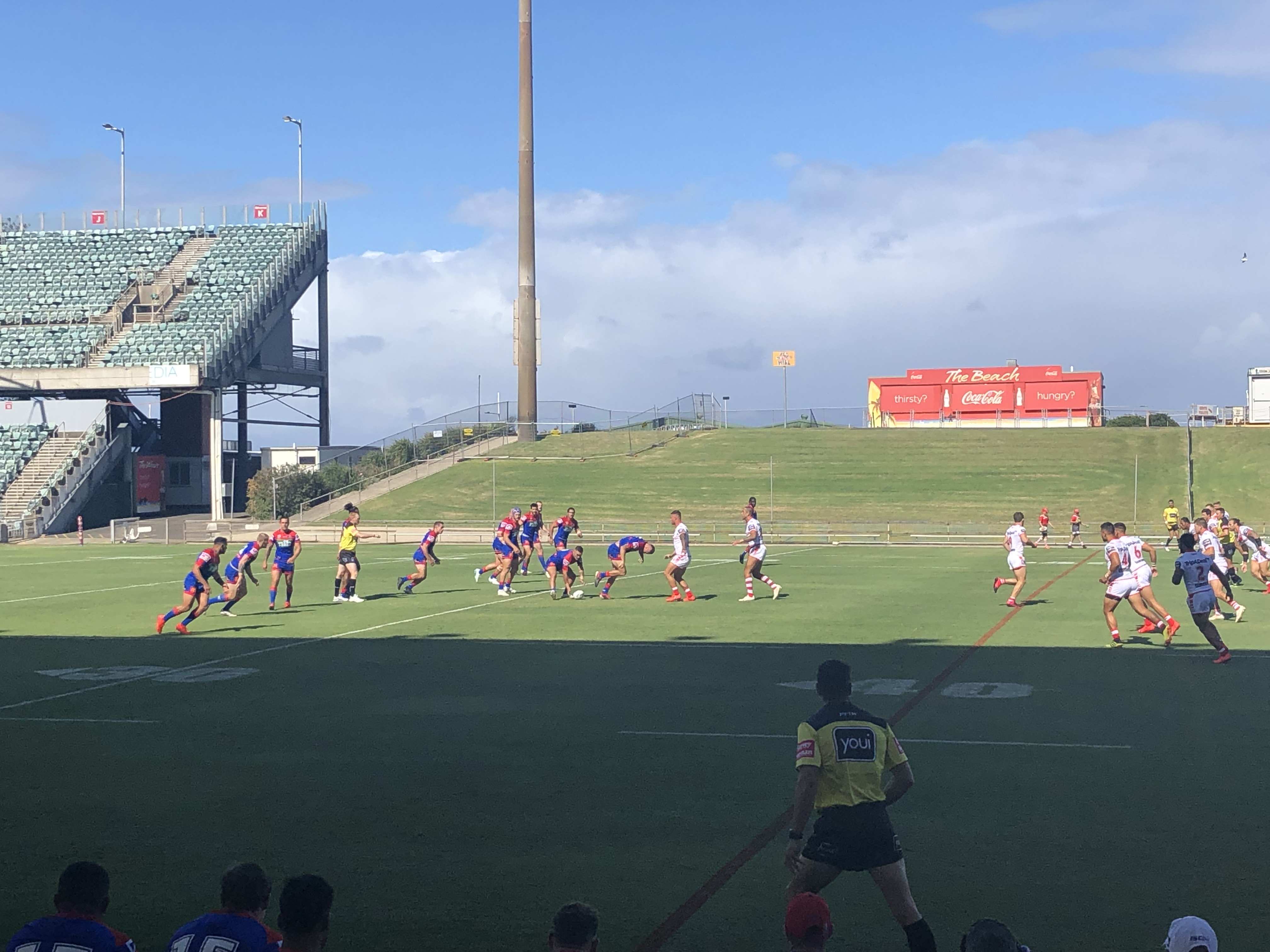
Testspiel zwischen den St. George Illawarra Dragons und den Newcastle Knights (2019)